# پلامباگین
پلامباگین (به انگلیسی: Plumbagin) با فرمول شیمیایی C۱۱H۸O۳ یک ترکیب شیمیایی با شناسه پاب‌کم ۱۰۲۰۵ است. که جرم مولی آن ۱۸۸٫۱۷۹۴۲ g/mol می‌باشد. 
این ماده به عنوان یک سم در نظر گرفته می شود و ژنوتوکسیک و جهش زا است. 
یک ماده زرد رنگ است، که به طور رسمی از نفتوکینون مشتق شده است. این نام از تیره گیاهی Plumbago گرفته شده است که در ابتدا از آن جدا شده است. 
این ماده همچنین معمولاً در گیاهان گوشتخوار جنس ژاله‌پوش و نپنتس یافت می شود. همچنین از ترکیبات گردوی سیاه است. 